# بيتر روبنسون
بيتر روبنسون (بالإنجليزية: Peter Robinson)‏ (4 سبتمبر 1957 في المملكة المتحدة - ) هو لاعب كرة قدم بريطاني في مركز الدفاع. لعب مع سبارتا روتردام ونادي بيرنلي ونادي روتشديل ونادي هاليفاكس تاون ونادي بليث سبارتانز ودارلينجتون إف سى.